# Villages du Larzac
Pour plus de détails, voir Fiche technique et Distribution.
Villages du Larzac est un documentaire français réalisé par Philippe Haudiquet en 1974.

## Fiche technique
- Titre : Villages du Larzac
- Réalisation : Philippe Haudiquet
- Assistants : Dominique Bloch Jean-Paul Morel
- Image : Jean-Claude Boussard, Jean Harnois, Yves Lafaye et Michèle Lafaye
- Son : Alain Lachassagne, Henri Moline, Georges Prat, Jean Trenchant
- Montage : Chantal Rémy
- Production : 	Copra Films
- Pays d'origine :  France
- Genre : documentaire
- Durée : 30 minutes
- Date de sortie : France, 1974